# カプ・エステリアス県
カプ・エステリアス県（フランス語: Cap Estérias）は、ガボン・エスチュエール州にかつて存在した県。ギニア湾に突き出たエステリアス岬に位置していた。県庁所在地は同名のカプ・エステリアスであり、県唯一のコミューン（基礎自治体）であった。設置期間が短く、またちょうど国勢調査が行われていない時期であったため正確な統計は存在しない。
2006年1月4日、コモ＝モンダー県より分離。その7年後の2013年2月21日、コモ＝モンダー県へ再編入される形で廃止された。